# Playa del Cabrón
Playa del Cabrón este o arie protejată (arie specială de conservare — SAC, sit de importanță comunitară — SCI) din Spania întinsă pe o suprafață de 956,2 ha, integral marine.

## Localizare
Centrul sitului Playa del Cabrón este situat la coordonatele 27°51′16″N 15°22′49″W / 27.8545°N 15.3804°V.

## Înființare
Situl Playa del Cabrón a fost declarat sit de importanță comunitară în octombrie 1999 pentru a proteja 2 specii de animale. Situl a fost protejat și ca arie specială de conservare în septembrie 2011.

## Biodiversitate
Situată în ecoregiunile  și marină macaroneziană, aria protejată conține 3 habitate naturale: Recifuri, Bancuri de nisip acoperite în permanență slab de apă marină, Peșteri marine scufundate complet sau parțial.
La baza desemnării sitului se află mai multe specii protejate de  reptile (2): Caretta caretta, Chelonia mydas.
Pe lângă speciile protejate, pe teritoriul sitului au mai fost identificate 4 specii de plante, 23 de specii de nevertebrate, 8 specii de pești.